# 61 Лебедя
61 Лебедя (лат. 61 Cygni) — двойная звезда в созвездии Лебедя. Находится на расстоянии 11,40 светового года (3,503 пк) от Солнца.

## Характеристики
Система состоит из двух оранжевых карликов спектрального класса K5 и K7. 61 Лебедя B обращается вокруг 61 Лебедя A за 678 лет. Большая полуось орбиты — 24", эксцентриситет орбиты — 0,49. Масса 61 Лебедя A и 61 Лебедя B составляет 0,70 и 0,63 масс Солнца, а радиус — 0,665 и 0,595 радиуса Солнца соответственно.

## История изучения
61 Лебедя — одна из немногих видимых невооружённым глазом звёзд, обладающих значительным собственным движением, что привлекло к ней внимание астрономов. Эту особенность звезды впервые, после десяти лет наблюдений, отметил в 1804 году Джузеппе Пьяцци, назвав её «Летящей звездой». Большое собственное движение (более «быстрые» звёзды были открыты позже) сделало звезду удобной для параллактических измерений. В 1838 году Фридрих Бессель измерил годичный параллакс этой звезды и определил расстояние до неё, одним из первых в истории астрономии (вместе с Василием Струве, в том же году определившим расстояние до Веги) установив практически точное расстояние до другой звёздной системы: по образному выражению его современников, «впервые лот, заброшенный в глубины мироздания, достиг дна». Вот как писал об этом Ф. Ю. Зигель:

Только после научного подвига В.Струве, Ф.Бесселя и других стало бесспорным, что звёзды на самом деле представляют собой далёкие солнца, и тем самым умозрительные идеи Джордано Бруно нашли себе опытное подтверждение.
— Зигель Ф.Ю. Сокровища звёздного неба: Путеводитель по созвездиям и Луне. — 5-е изд. — М.: Наука, 1987. — С. 156.
Джиада Арни из Центра космических полётов Годдарда (НАСА), изучавшая оранжевые карлики спектрального класса K, считает звёзды 61 Лебедя AB, HD 156026 (36 Змееносца C), Эпсилон Индейца и Грумбридж 1618 отличными целями для будущих поисков биосигнатур, так как биомаркер кислород-метан более выражен на орбите у оранжевых карликов, чем у жёлтых карликов, подобных Солнцу.

## Заявления об открытии планетной системы
Звезда 61 Лебедя приобрела известность во второй половине XX века, когда несколько учёных заявили об открытии у неё планетной системы.
В 1942 году астроном Кай Стрэнд из обсерватории Спроула, работавший под руководством Питера ван де Кампа, сообщил, что по результатам позиционных астрометрических измерений 61 Лебедя, обнаружены пертурбации в орбитальном движении компонентов системы. Такие пертурбации, по его заявлению, могли объясняться наличием невидимого спутника, обращающегося вокруг 61 Лебедя А, с массой в 16 масс Юпитера. В 1957 он определил массу спутника в восемь масс Юпитера, а его орбитальный период — в 4,2 года, с большой полуосью орбиты в 2,4 а.е. Заявление вызвало большой резонанс в научном сообществе. В последующие годы рядом учёных выдвигались различные варианты относительно числа, масс и орбит планет в системе 61 Лебедя. Так, в 1977 году астрономы из Пулковской обсерватории провели новые исследования и предположили наличие трёх планет: двух с массами 6 и 12 масс Юпитера на орбите 61 Лебедя А и одной — с массой в 7 масс Юпитера на орбите 61 Лебедя В.
Дискуссии о возможности существования планетной системы у 61 Лебедя сделали звезду достаточно известной в научно-популярной и, особенно, в фантастической литературе второй половины XX века.
Однако все эти предположения так и не нашли подтверждения. На настоящее время (2010 год) экзопланет у 61 Лебедя не обнаружено, хотя, по результатам наблюдений, в системе возможно существование пылевого диска.

## Наблюдение

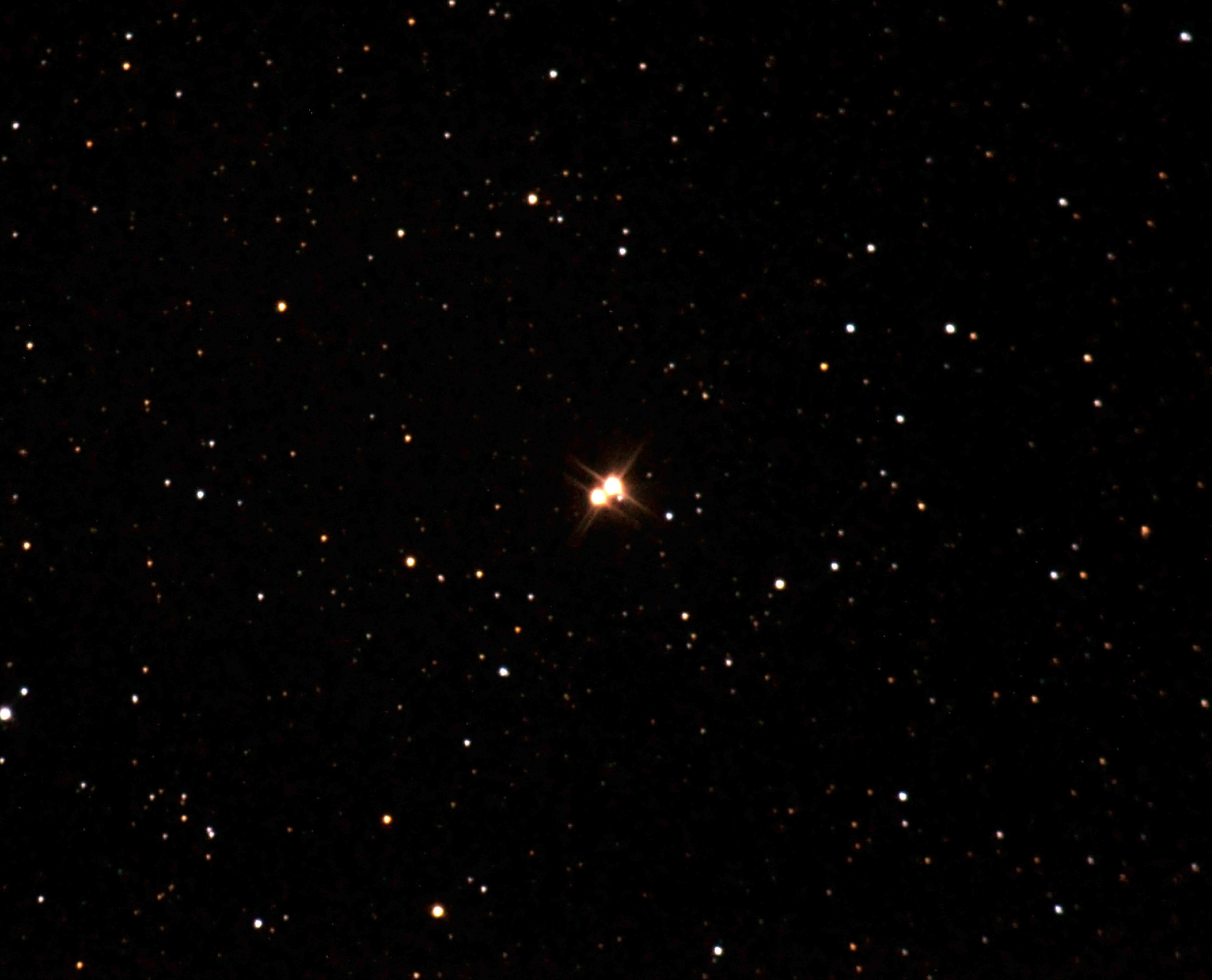
61 Лебедя через 114-мм рефлектор

61 Лебедя можно найти с помощью бинокля 7×50 к юго-востоку от яркой звезды Денеб. Угловое расстояние между звёздами немного больше, чем угловой размер Сатурна (16-20"). Таким образом, при нормальных условиях, двойную систему можно увидеть уже с помощью телескопа с апертурой 70 мм и более.

## Ближайшее окружение звезды
Следующие звёздные системы находятся на расстоянии в пределах 10 световых лет от 61 Лебедя:
| Звезда           | Спектральный класс      | Расстояние, св. лет |
| Крюгер 60 AB     | M3 V / M4 V             | 5,2                 |
| V1581 Лебедя ABC | M5,5 Ve / M6 V / M5,5 V | 5,2                 |
| Росс 248         | M5,5 Ve                 | 5,6                 |
| Струве 2398 AB   | M3,0 V / M3,5 V         | 6,1                 |
| EV Ящерицы       | M3,5 Ve                 | 6,9                 |
| Грумбридж 34 AB  | M1,3 V / M3,8 Ve        | 7,1                 |
| Звезда Барнарда  | M3,8 V                  | 9,3                 |
| BD+68 946        | M3,5 V                  | 9,7                 |
| Альтаир          | A7 V                    | 9,8                 |

## 61 Лебедя в литературе
- Александр Тебеньков, «Шестьдесят первая Лебедя»[23].
- Действие романа Хола Клемента "Экспедиция «Тяготение» происходит на планете Месклин, вращающейся вокруг 61 Лебедя.
- В рассказе Г. Альтова «Путешествие к центру полемики» 61 Лебедя названа источником сигнального луча, который был принят за Тунгусский метеорит[24].
- В романе братьев Стругацких «Страна багровых туч» 61 Лебедя указана как возможная цель для первой межзвёздной экспедиции.
- В романе Клиффорда Саймака «Снова и снова» Ашер Саттон вернулся на Землю с "планеты Судеб" в системе 61 Лебедя, обитатели которой его "модифицировали". Это спровоцировало войну во времени.
- В романе Аластера Рейнольдса "Город Бездны" в системе 61 Лебедя находилась планета Край Неба. Местные жители называли своё солнце Суон